# Ricinus
Ricinus (obični ricinus, skočac, lat. Ricinus) monotipski je biljni rod s vrstom R. communis, odnosno ricinusom ili običnim ricinusom, a predstavnik je porodice Euphorbiaceae. Ricinus je danas rasprostranjen cijelim svijetom i često se drži kao ukrasna biljka.
Prema Guinnessovoj knjizi rekorda, ricinus je najsmrtonosnija biljka na svijetu; samo 4 do 8 sjemenki, koje sadrže toksin imena ricin, mogu izazvati smrt. Otrov izaziva osjećaj pečenja u ustima i grlu, intenzivne bolove u trbuhu i krvavu stolicu, a na kraju i smrt.

## Vanjske poveznice
|  | Zajednički poslužitelj ima još gradiva o temi Ricinus |
|  | Wikivrste imaju podatke o taksonu Ricinus             |